# 杉山久仁子
杉山 久仁子（すぎやま くにこ） は、日本の農学者。横浜国立大学教育学部教授、日本学術会議会員。

## 人物・経歴
1985年横浜国立大学教育学部卒業。1987年横浜国立大学大学院教育学研究科家政教育専攻修士課程修了、教育学修士。1991年東京大学大学院農学系研究科農芸化学専攻博士課程修了、農学博士。小学校教諭1種免許、中学校教諭専修免許、高等学校教諭1種免許、養護学校教諭免許、基本情報技術者、第2種情報処理技術者取得。
関東学院女子短期大学講師を経て、2002年横浜国立大学教育人間科学部助教授。2007年横浜国立大学教育人間科学部准教授、神奈川県立松陽高等学校学校評議員。同年横浜国立大学ベストティーチャー賞受賞。2010年横浜国立大学教育人間科学部教授。2013年横浜国立大学学長補佐、日本家庭科教育学会常任理事。
2015年文部科学省中央教育審議会初等中等教育分科会教育課程部会家庭、技術・家庭ワーキンググループ委員。2016年横浜国立大学教育人間科学部長・大学院教育学研究科長、神奈川県産業教育審議会委員。2017年横浜国立大学教育学部長・大学院教育学研究科長。2018年川崎市教員等育成協議会委員。同年日本熱物性学会論文賞受賞。2020年日本学術会議会員。専門は調理科学、家庭科教育。

## 著作
- 『調理科学 : その理論と実際』（渋川祥子と共著）同文書院 2005年
- 『食べ物と健康 : 調理学』（渋川祥子編著, 今井悦子, 大石恭子と共著）同文書院 2009年
- 『NEW調理と理論』（山崎清子, 島田キミエ, 渋川祥子, 下村道子, 市川朝子, 米田千恵, 大石恭子と共著）同文書院 2021年

### 編著
- 『エコライフを実践する』丸善 2003年
- 『平成29年改訂中学校教育課程実践講座 技術・家庭』（古川稔と共編著）ぎょうせい 2017年
- 『中学校新学習指導要領の展開 平成29年版技術・家庭家庭分野編』明治図書出版 2017年
- 『新3観点の学習評価完全ガイドブック : 評価事例&評価規準例が満載! 中学校技術・家庭家庭分野』（鈴木明子と共編著）明治図書出版 2022年
- 『「主体的に学習に取り組む態度」の学習評価完全ガイドブック 中学校技術・家庭家庭分野』（筒井恭子, 鈴木明子と共編著）明治図書出版 2023年

### 編集
- 『食物アレルギーA to Z : 医学的基礎知識から代替食献立まで』（中村丁次, 板垣康治, 池澤善郎, 栗原和幸, 手島玲子, 高松伸枝, 鈴木志保子, 土橋朗, 牧野好洋と共編）第一出版 2010年